# Clifford Clarke (Fußballspieler)
Clifford Clarke ist ein nigerianischer Fußballspieler.

## Karriere
Clifford Clarke stand 2014 in Myanmar bei Ayeyawady United unter Vertrag. Wo er vorher gespielt hat, ist unbekannt. Der Verein aus Pathein spielte in der höchsten Liga des Landes, der Myanmar National League. Im gleichen Jahr wurde er mit dem Klub myanmarischer Fußballmeister. 2015 wechselte er zum Ligakonkurrenten Chin United. Wie lang er dort spielte, ist unbekannt. Die Saison 2017 stand er bei Zwekapin United unter Vertrag. Der Verein aus Hpa-an spielte ebenfalls in der ersten Liga. Für Zwekapin absolvierte er 19 Erstligaspiele. 2018 wechselte er zum Erstligisten Rakhine United. Für den Klub aus Sittwe stand er 21-mal in der ersten Liga auf dem Spielfeld. Wo er seit 2019 spielt, ist unbekannt.

## Erfolge
Ayeyawady United
- Myanmar National League: 2014